# منتخب البحرين لكرة اليد
منتخب البحرين لكرة اليد، هو الممثل الرسمي لمملكة البحرين في كرة اليد.

## التاريخ
بدأت كرة اليد البحرينية تكتب تاريخها منذ العام 1972م، عندما رسمت خارطة الطريق بالانضمام إلى ركب الإتحادات الرياضية في المملكة، وكأحدى الألعاب الجماعية التي أوجدت لها مكاناً متميزاً منذ انطلاقها.
وخاضت اللعبة العديد من المحطات المتنوعة منذ إشهارها، فدخول أندية العاصمة والمحرق والقرى كان المحور الرئيسي في تشكيل ركائز الاتحاد وتميز مسابقاته بالمنافسة الشديدة رغم الظروف المحيطة بالأندية في تلك الفترة وتواضع الإمكانيات من منشآت وملاعب مناسبة لاحتضان مسابقات المستديرة الصغيرة.
وأدت تلك المنافسة إلى بروز العديد من اللاعبين والنجوم الذين ذاع صوتهم في وقتٍ لاحق، كما أظهرت مجموعة من الإداريين والمدربين المتميزين وكل تلك الإفرازات كان لها الفضل في بناء وتأسيس القاعدة المتينة لكرة اليد البحرينية ووصولها إلى مرحلة نوعية من التألق والبروز.
السجل الناصع لكرة اليد البحرينية على المستوى الخارجي لم يتأخر طويلاً في الانطلاق، فالأندية البحرينية تركت بصمتها على الساحة الخليجية بصورة لافتة وتمكنت من فرض سيطرتها المطلقة على اللعبة من خلال تحقيق النادي الأهلي ثمان بطولاتٍ من الذهب، وهو ما يمثل الرقم القياسي في عدد مرات الفوز ببطولات الأندية الخليجية لكرة اليد، كما كان لنادي النجمة نصيباً من هذه البطولات بتحقيقه الذهب لخمس مرات وهو ما يؤكد التفوق التاريخي الذي تنفرد بها اليد البحرينية عن بقية الأندية الخليجية الأخرى طوال ثلاثة عقودٍ من الزمن.
ولم تكن كرة اليد البحرينية بعيدة عن بطولات كأس العالم فقد تمكنت من اقتحام البوابة العالمية في سنوات التسعينات بتأهل منتخبا الناشئين والشباب إلى النهائيات، وفي العقد الماضي كان لها نصيباً آخراً من الاجتهاد عندما حقق منتخب الناشئين المركز الثامن بين منتخبات العالم في المونديال الذي احتضنته المملكة في العام 2007م، وهو يعتبر من أبرز المراكز على مستوى المنطقة في لعبة كرة اليد.
وربما يكون العام 2009م شاهداً فعلياً على ما تركته كرة اليد البحرينية من بصمة لا يمكن لها أن تنسى اذ وضع المنتخب الأول حداً للمحاولات المتكررة، وتمكن لأول مرة من التأهل لنهائيات كأس العالم بالسويد 2011 كأبرز إنجاز بحريني على مستوى الألعاب الجماعية في المملكة، كما نجح في تحقيق المركز الثاني على مستوى القارة الآسيوية للمرة الأولى وذلك في البطولة الآسيوية الرابعة عشرة والتي أقيمت في العاصمة اللبنانية بيروت في العام 2010.

## البطولات
تأهل لبطولة العالم لكرة اليد للرجال 2011 المقامة في السويد .

تأهل لبطولة العالم لكرة اليد للرجال 2017 المقامة في فرنسا . 

تأهل لبطولة العالم لكرة اليد للرجال 2019 المقامة في ألمانيا والدنمارك، وحصل المنتخب على المركز العشرين كأفضل مشاركة له في تاريخ بطولة العالم.